# Soul
Soul [sôu̯l] (dobesedno iz angleščine »duh« ali »duša«) je glasbena zvrst, ki združuje elemente ritma in bluza ter gospela. Izvira iz poznih petdesetih let 20. stoletja iz ZDA.

## Znani izvajalci
- Solomon Burke
- Sam Cooke
- Aretha Franklin
- Marvin Gaye
- Al Green
- James Carr
- Harold Melvin
- Otis Redding
- Edwin Starr
- James Brown
- The Temptations
- Ray Charles
- Wilson Pickett
- Jackie Wilson
- Gladys Knight
- The Four Tops
- Billy Paul
- Percy Sledge
- Barry White
- Stevie Wonder
- Amy Winehouse
- Angie Stone
- Macy Gray